# Хмелевка (Тернопольская область)
Хмелевка (укр. Хмелівка) — село в Микулинецкой поселковой общине Тернопольском районе Тернопольской области Украины.
До 2020 года входило в Теребовлянский район.
Население по переписи 2001 года составляло 586 человек. Занимает площадь 3,011 км². Почтовый индекс — 48145.